# Abu Omar, Idlib
Abu Omar, Idlib (tiếng Ả Rập: أبو عمر) là một ngôi làng Syria nằm ở Al-Tamanah Nahiyah ở huyện Maarrat al-Nu'man, Idlib. Theo Cục Thống kê Trung ương Syria (CBS), Abu Omar, Idlib có dân số 1129 trong cuộc điều tra dân số năm 2004.